# Les Amants latins
Pour plus de détails, voir Fiche technique et Distribution.
Les Amants latins (Gli amanti latini) est une comédie italienne à sketches réalisée par Mario Costa et sortie en 1965. 

## Synopsis
La grande conquista
Augusto, un coureur de jupons romain, se vante auprès de son ami Maurizio d'avoir presque conquis une belle Américaine. Tout semble aller pour le mieux lorsque, à l'occasion d'un voyage d'affaires de son mari, la femme invite Augusto dans sa chambre pour une nuit d'amour. Au matin, l'homme se réveille à côté d'une fille très laide : l'Américaine a voulu profiter de la situation pour faire passer une nuit agréable à sa cousine laide et complexée.
Il telefono consolatore
Beata, sérieuse et vertueuse, dirige une œuvre de charité, le « telefono consolatore », dans le cadre duquel elle réconforte les personnes désespérées par téléphone. Elle est contactée par Arminius, qui n'arrive pas à consommer sa nuit de noces parce que sa femme, qui n'a pas reçu d'éducation sexuelle appropriée, est terrifiée. Beata se précipite personnellement sur les lieux et chaque tentative échoue jusqu'à ce qu'elle et Arminius rendent la mariée jalouse en simulant une approche sexuelle. Après avoir réconcilié le jeune couple, Beata devient soudain plus entreprenante, au point d'inviter chez elle un jeune et très séduisant collègue.
L'irreparabile
En Sicile, le baron Rosario Sciacca di Scordia, dit « Saro », est très amoureux de Lucia, une jeune fille de bonne famille, mais ses parents refusent de l'épouser. Saro et Lucia organisent une fuitina pour mettre les parents devant le fait accompli, mais au cours de la nuit, le baron se rend compte que la jeune fille n'est pas pucelle et ne veut pas l'épouser. Cependant, comme la jeune fille est mineure, il est traîné au poste de police, accusé de calomnie et de viol : devant les policiers, Lucia nie avoir eu d'autres relations auparavant, et ses parents sont prêts à porter plainte. Saro n'a d'autre choix que d'accepter le mariage.
Amore e morte
Antonio Gargiulo, un modeste employé de bureau, arrive à l'hôpital pour faire des analyses et découvre qu'il est en excellente santé : au même moment, une jeune fille est désespérée car elle vient d'apprendre que son grand-père est en phase terminale. Antonio, en accord avec la jeune femme, décide d'échanger ses analyses contre celles du vieil homme, sous prétexte de faire une œuvre de miséricorde pour ce dernier. Après qu'Antonio a fait courir le bruit qu'il ne lui restait que quelques mois à vivre, le chef de bureau et ses collègues décident de faire une collecte pour égayer ce qui lui reste de vie : il en profite pour donner un bal avec sa maîtresse, entre autres en la couvrant de billets de banque.
Gli amanti latini
Franco va rendre visite à son ami Ciccio en vacances à Taormine, espérant faire de nombreuses conquêtes et pouvoir les raconter aux villageois ; en réalité, les aventures de Ciccio sont inventées et, de toute façon, au bout de trois jours, ni lui ni Ciccio n'ont conquis de fille. Entre-temps, ils apprennent que Brigitte, une Allemande, est obligée d'écourter ses vacances en Italie parce qu'elle n'a plus d'argent : Franco propose de payer une semaine d'hôtel en échange d'une nuit d'amour ; la jeune fille accepte et laisse Franco entrer dans sa chambre. Ciccio, agacé, oblige Franco à avouer le marché et propose ensuite le même marché à la jeune fille. Brigitte accepte également cette fois, mais après être montée dans la chambre et avoir pris l'argent de Ciccio, elle se déshabille et le fait chanter en le menaçant de le poursuivre pour viol : en effet, elle avait refusé de se donner à Franco en utilisant le même stratagème. Les deux amis se réconcilient et retournent dans leur village où ils se vantent d'être des amants latins.

## Fiche technique
- Titre français : Les Amants latins[2]
- Titre original italien : Gli amanti latini[3]
- Réalisation : Mario Costa
- Scénario : Bruno Corbucci, Ugo Liberatore, Giovanni Grimaldi, Fulvio Gicca Palli
- Photographie : Alberto Fusi
- Montage : Giammaria Messeri
- Musique : Carlo Savina
- Décors : Arrigo Equini (it)
- Production : Solly-V. Bianco, Thomas Sagone, Giuseppe Valenzano, Giulio Sbarigia
- Sociétés de production : Filmes Cinematografica, Euro International Films
- Pays de production : Italie
- Langue originale : italien
- Format : Noir et blanc - Son mono - 35 mm
- Durée : 95 minutes
- Genre : Comédie à sketches
- Dates de sortie : 
  - Italie : 11 août 1965
  - France : 26 août 1966

## Distribution
La grande conquista
- Toni Ucci : Augusto
- Vittorio Congia : Maurizio
- Eva Gioia : Elizabeth
- Alicia Brandet : Ursula

Il telefono consolatore
- Aldo Giuffré : Arminio
- Gisella Sofio : Beata
- Gara Granda : Carmelina
- Antonio De Teffè : Riccardo Ferrari
- Nino Marchetti : l'avocat Rossi
- Daniela Surina : première opératrice téléphonique
- Silvia De Vietri : deuxième opératrice téléphonique
- Luigi Tosi : le commendataire Carrà

L'irreparabile
- Jolanda Modio : Lucia Trapani
- Aldo Puglisi : Rosario Sciacca di Scordia, dite Saro
- Enzo Garinei : Fifì
- Carletto Sposito : ami de Saro et Fifì
- Elena Nicolai : la mère de Lucia
- Nino Musco : père de Lucia
- Dino Curcio : l'avocat de Lucia
- Pietro Tordi : commissaire
- Francesco Mulè : l'avocat Paternò
- Nerina Montagnani : vieille touriste française

Amore e morte
- Totò : rag. Antonio Gargiulo
- Mario Castellani : Gaiza, l'homme de la salle d'attente de l'hôpital
- Angela Minervini : la fille du certificat histologique
- Michele Malaspina : le directeur
- Annie Gorassini : l'amante d'Antonio
- Nando Angelini : jeune collègue de Rag. Gargiulo
- Consalvo Dell'Arti : collègue de Rag. Gargiulo
- Eleonora Morana : épouse de Rag. Gargiulo
- Luisa Alberti : belle-mère de Rag. Gargiulo

Gli amanti latini
- Franco Franchi : Franco
- Ciccio Ingrassia : Ciccio
- Nerio Bernardi : colonel
- Enzo Andronico : serveur
- Tania Béryl : Brigitte
- Betsy Bell : étudiante allemande
- Gina Rovere : fille plantureuse
- Armando Bandini (en) : l'entrepreneur